# وصل الذويبي
وصل الله محمد الذويبي (بالإنجليزية: Wasl Al-Thowaibi)‏؛ مواليد 8 مايو 1980 في، السعودية، هو لاعب كرة قدم سعودي.
لعب سابقاً لأندية عكاظ و الشباب و الفيصلي والشعلة و أحد و وج.

## روابط خارجية
- وصل الذويبي على موقع قاعدة بيانات كرة القدم.إي يو (الإنجليزية)
- وصل الذويبي على موقع Soccerway.com (الإنجليزية)